# Nauwanatats
Nauwanatats (Nau-wan'-a-tats), jedna od skupina Južnih Pajuta koje je živjela na ili blizu doline Moapa Jugoistočnoj Nevadi. Populacija im je iznosila 60 (1873.); 50 (1874.).